# Antoni Aguiló Valls
Antoni Aguiló Valls (Sa Pobla, 1885-1976), més conegut com en Toni Toniet, fou un prevere mallorquí.

## Vida
Nascut a una família pagesa poblera, Antoni Aguiló tenia un germà, Gabriel, franciscà que fou administrador del convent franciscà de València, on creà la revista La acción antoniana. Estudià a Sa Pobla durant els anys de 1890 i després al Seminari Conciliar de Sant Pere de Palma entre 1901-1911. Fou ordenat el 17 de setembre de 1911.
D'ànima santa i de gran devoció mariana, sobretot per la Immaculada Concepció, Toni Toniet va ser capellà del seu poble durant molts anys en els quals va educar diferents generacions de poblers, a Sa Congregació Mariana de la vila, carrer Rosari. També va col·laborar
amb articles i escrits diversos sobre la religió.
Morí dins la església de Sant Antoni de Sa Pobla el 1976.

## Veneració
Al darrere de l'església parroquial de Sa Pobla, hi ha un petit museu-capella que commemora la seva memòria, inaugurat el 5 d'octubre de 2007, amb el rector Joan Pons Payeras. En setembre de 1961, el prevere Jaume Santandreu Sureda va compondre un himne amb motiu de les noces d'or de Don Toni Toniet, Crida de noces; la música fou composta el 2004 pel prevere Bernat Julià Rosselló.
El 12 de juny de 2005 amb motiu de la celebració del 120è aniversari del naixement de D. Antoni Aguiló, quedà descobert el bust dedicat a ell a títol pòstum. L'obra és de l'escultor pobler, Rafel Caldés Serra. El 24 de febrer de 2007 es descobrí la làpida que dona nom al penúltim carrer de la carretera de Sa Pobla-Llubí, així com la presentació de la seva biografia de Rafel Socias Tugores, que comptà amb la col·laboració d'Andreu March Caldés que feu la crítica de l'obra. Una placa commemora el seu pas per la parròquia de Sant Antoni de Sa Pobla, on va donar servei moltíssims anys fins que morí. Dita plaça es troba a la capella de la Puríssima i a prop una petita foto seva.
Des del 15 de juny del 2008, començà la trajectòria de dur a Antoni Aguiló a la beatificació. El bisbe de Mallorca, Mn. Jesús Murgui, visità Sa Pobla i anuncià personalment des de la parròquia del poble, l'inici del procés sobre la vida i virtuts particulars i miracles en general d'aquest capellà pobler. Un dels postuladors a la seva causa per la beatificació és Mn. Gabriel Ramis Miquel.
El passat novembre de 2008, els poblers el rendiren un sentit homenatge al cementeri pobler, on descansen les seves restes.
Es creà una associació anomenada, "Amics de Toni Toniet" a Sa Pobla, encapçalada per la seva presidenta Maria Magdalena Veses Crespí. També el full informatiu sobre la vida i virtuts d'Antoni Aguiló, amb informació pels donatius a la seva causa de canonització.

## Obres de D. Toni Aguiló
- "Col·lecció i explicació de les frases cristianes usades dins Mallorca" (1909). Reedició l'any 2004, amb pròleg de Rafel Socias Tugores.
- La primera santa mallorquina: Santa Catalina Tomàs. Escrita per a la revista mensual La Acción Antoniana de València, el 22 de juny de 1930. Reedició l'any 2008, amb pròleg de Mn. Joan Pons i Payeras, rector de sa Pobla.
- Cap a l'any 1949 apareix la segona edició de l'obra La verdadera devoción a la Santísima Virgen, según la mente de S. Luís Ma Grignon de Montfort, amb pròleg del bisbe de Mallorca, Mons. Joan Hervàs i Benet; es desconeix la data de la primera edició.
- Florilegio Mariano (1961), amb pròleg del bisbe de Mallorca, Mons. Jesús Enciso Viana.
- Semblança del Rvd D. Gabriel Pujol i Miquel, rector de la vila de sa Pobla. La segona edició és de l'any 2010 i és prologada per Mn. Pere Fiol i Tornila, rector de Muro i Cronista diocesà.
- CRÒNICA PARROQUIAL (I) Sa Pobla (1927-1934)
- CRÒNICA PARROQUIAL (II) Sa Pobla (1935-1942)
- CRÒNICA PARROQUIAL (III) Sa Pobla (1943-1950)
- CRÔNICA PARROQUIAL (IV) Sa Pobla (1951-1957)